# Liste des seigneurs de Miremont
Liste des seigneurs de Miremont.

## Seigneurs de Miremont

### Famille de Bouville

Famille de Beauville : D'or à deux vaches de gueules.

La famille de Beauville ou Boville, dévouée aux Anglais, profite des troubles et occupa la seigneurie de Miremont et en devint définitivement possesseur lors du Traité de Paris (1259).
- ????-1307, Galhard de Bouville.
- 1307-????, Arnaud de Bonneville, chanoine de Périgueux et seigneur de Miremont.

### Famille de Galard

Famille de Galard : D'or à trois corneilles de sable becquées et membrées de gueules.

- 1316-????, Pierre de Galard, neveu de Bertrand de Bouville, Grand Maître des arbalétriers, Colonel Général de l’Infanterie et Gouverneur de Flandre.
- vers 1340-????, Jean de Galard, seigneur de Limeuil et de Clarens, époux de Philippine de Toulouse-Lautrec.
- Marguerite de Galard, dame de Limeuil, Miremont, Clarens et Caumont. Elle épouse vers 1370 Nicolas Roger de Beaufort.

### Famille Roger de Beaufort

Famille Roger de Beaufort : D'argent à la bande d'azur accompagnée de six roses de gueules rangées en orle.

- vers 1370-1415, Nicolas Roger de Beaufort, comte de Beaufort, vicomte de La Mothe, seigneur de Saint-Exupéry, Ligny, Savennes, Chambon, Rosiers.
- ????-1420, Jean Roger de Beaufort dit de Limeuil, fils du précédent passé au parti anglais[2]. Il est assassiné, par les bourgeois de Limeuil excédés par sa violence.
- Pierre Roger de Beaufort, frère du précédent. Vicomte de Turenne.
- Anne Roger de Beaufort, (1435-1479), fille de Pierre de Beaufort de Turenne, Comtesse de Beaufort, Vicomtesse en partie de Turenne, épouse en 1444 Annet IV de La Tour, seigneur d'Oliergues, conseiller et chambellan du roi Louis XI.

### Maison de La Tour d'Auvergne

Famille La Tour d'Auvergne : D'azur semé de fleurs de lys d'or à la tour d'argent.

- ????-1490, Annet IV de La Tour (1425-1490)
- 1490-1494, François de La Tour, fils du précédent, Vicomte de Turenne, non marié.
- 1494-1516, Antoine de La Tour (-1528), frère du précédent, Vicomte de Turenne, Chambellan de Charles VIII[3].
- 1516-1516, François de La Tour-d'Auvergne, neveu, achète et revend la seigneurie en 1516.

### Famille de Bonald

Famille de Bonald : Écartelé aux 1 et 4 d'azur à une aigle éployée d'or, aux 2 et 3 d'or à un griffon de gueules.

- 1516-????, Etienne de Bonald achète la seigneurie.
- ????-1553, Pierre de Bonald épouse Catherine d’Aubusson en 1543. À la mort de son mari, elle rachète Miremont.

### Famille d'Aubusson
- 1553-????, Catherine d’Aubusson

Deuxième blason de la famille d'Aubusson : D'or à la croix ancrée de gueules.

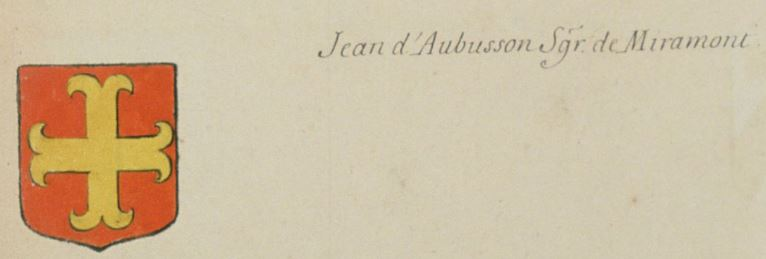
Blason de Jean d'Aubusson, Sr de Miramont, dans l'Armorial d'Hozier. On remarque l'inversion des couleurs, signe d'un cadet de famille.

- ????-????, Jacques d'Aubusson, Seigneur de Villac et Miremont, épouse le 16 février 1631, Diane de la Royère, fille de Philipes, Seigneur de Lons et de Marguerite de Badefou[4].
- ????-????, Jean d'Aubusson, fils du précédent, Marquis de Miremont, époux de Louise d'Aubusson de Castel-Nouvel le 27 janvier 1654, fille du seigneur de Beauregard[5]
- ????-????, Jacques d'Aubusson, fils du précédent, Baron de Miremont, Capitaine d'Infanterie, Comte de la Feuillade, Vicomte d'Aubusson, Baron de la Borne et de Perusse, Seigneur de Fellerins, d'ahun, Chenerailles, Jarnage et Drouilles[6]. Il épouse Françoise de Chapt, fille de André Jacques de Chapt de Rastignac, seigneur de Firbeix, de Goubiac et de la Gloudie en Périgord et d'Anne du Bari.
- ????-1735, Hubert François d'Aubusson (1707-1735), fils du précédent, Page à la Grande Ecurie, Comte de la Feuillade, Maître de Camp au Régiment de Piémont, cavalerie. Il épouse le 27 avril 1727 Catherine Scholastique Bazin de Bezons.
- 1735-1741, Hubert Louis Gabriel d'Aubusson, (1729-1741 à Paris), fils du précédent, Vicomte de la Feuillade, non marié.
- 1741-1752, Louis Charles Armand d'Aubusson, (1735 à Carcassonne-1752 à Paris), frère du précédent, Mousquetaire du Roi, Comte de la Feuillade, non marié.
- 1752-1792, Catherine Françoise d’Aubusson de la Feuillade (née en 1733 à Miremont[7]-1815), sœur du précédent, épouse le Duc François-Henri d'Harcourt en 1752.